# Florin Curta
Florin Curta (n. 16 ianuarie 1965, România) este un istoric român stabilit în SUA. Este profesor de istorie medievală și arheologie  la Universitatea Florida, în Gainesville, SUA.

## Lucrări publicate
- Southeastern Europe in the Middle Ages, 500-1250, Cambridge University Press, 2006[6]
- The Making of the Slavs: History and Archaeology of the Lower Danube Region, c.500-700, Cambridge University Press, 2007
- Apariția slavilor. Istorie și arheologie la Dunărea de Jos în veacurile VI-VII, Editura Cetatea de Scaun, 2010 (traducere)[7]